# Pseudoarabidopsis
Pseudoarabidopsis, monotipski biljni rod iz porodice krstašica. Jedina vrsta je P. toxophylla, dvogodišnja biljka ili trajnica iz europske Rusije, zapadnog Sibira, Krima, Kazahstana, Ukrajine, Kine  (Xinjiang) i Tibeta.

## Opis
P. toxophylla naraste (0,5-)1-4,5(-6,9) cm, često s petiolarnim ostacima prizemnih listova. Stabljike su uspravne ili uzdižuće, jednostavne ili malo razgranate pri bazi, dlakave sa sjedećim zvjezdastim trihomima, rijetko gole distalno. Bazalni listovi ružoliki, dlakavi kao stabljike; peteljka (0,3-)0,8-3,5(-6) cm; lisna plojka oblancetasta, lopatičasta, duguljasta ili jajasta, (0,7-)1-4(-8) × (0,4-)0,8-2(-3) cm, rub cjelovit, nazubljen ili rijetko trnast, vrh zašiljen. Čašice duguljaste, (2-)2,5-3(-3,5) × 0,6-0,9 mm, gole ili rijetko dlakave. Latice bijele ili ružičaste, lopatičaste, (6-)6,5-8(-9) × (1,5-)2-3 mm; Filamenti 2,5-4(-5) mm; prašnici usko duguljasti, 0,8-1 mm. Plod (0,8-)12-2(-2,8) cm × 0,5-0,8 mm; ginofora različita, (0,1-)0,2-0,6(-10) mm; stil 0,1-0,4(-0,9) mm. Sjemenke smeđe, 50-100 po plodnici, duguljaste ili jajaste, 0,4-0,6 × 0,2-0,3 mm. Cvate svibanj-lipanj; Plodovi od lipnja-srpnja. Kromosomi 2n = 12.

## Sinonimi
- Arabidopsis toxophylla (M.Bieb.) N.Busch; Kusn., Busch & Fomin, Fl. Caucasus Crit. 3(4): 457 (1909)
- Arabis toxophylla M.Bieb.; Fl. Taur.-Caucas. 3: 448 (1819)
- Arabis wolgensis Willd. ex Ledeb.; Fl. Ross. 1: 185 (1841)
- Hesperis toxophylla (M.Bieb.) Kuntze; Revis. Gen. Pl. 2: 935 (1891)
- Sisymbrium salsugineum Schltdl. ex DC.; Syst. 2: 220 (1821)
- Sisymbrium toxophyllum (M.Bieb.) C.A.Mey.; Fl. Altaic. 3: 142-143. (1831)
- Stenophragma toxophyllum B.Fedtsch.; B. Fedtsch. & Flerov, Fl. Eur. Ross. 479 (1910), et Rastit. Turkest. 457 (1915)
- Thellungiella toxophylla (M.Bieb.) V.I.Dorof.; Turczaninowia 5(3): 111 (2002)